# Glaciimonas
Glaciimonas es un género de bacterias gramnegativas de la familia Oxalobacteraceae. Fue descrito en el año 2011. Su etimología hace referencia a glaciar. Son bacterias aerobias y de movilidad variable. Son catalasa y oxidasa positivas. Son psicrófilas, con algunas especies pudiendo crecer a menos de 0 °C en caldo. Se suelen encontrar en glaciares, aunque también se han aislado de aguas y suelos. 

## Taxonomía
Actualmente hay 5 especies descritas de este género:
- Glaciimonas alpina
- Glaciimonas frigoris
- Glaciimonas immobilis
- Glaciimonas singularis
- Glaciimonas soli